# Скальде, Джаррод
Джаррод Скальде (фр. Jarrod Skalde, 26 февраля 1972, Ниагара-Фолс, Онтарио, Канада) — канадский хоккеист и тренер.

## Биография
В качестве хоккеиста провел более сотни матчей в НХЛ, где Скальде в разное время выступал за «Нью-Джерси Девилз», «Анахайм Дакс», «Калгари Флэймз», «Чикаго Блэкхокс», «Даллас Старз», «Сан-Хосе Шаркс», «Атланта Трэшерз» и «Филадельфия Флайерз». Однако закрепиться ни в одной из этих команд Скальде не смог, в основном выступая за их фарм-клубы, где он добивался неплохих успехов: в 2002 году вместе с «Чикаго Вулвз» он завоевал Кубок Колдера. Также хоккеист пробовал свои силы в Швейцарии, Японии и Словении.
Завершив карьеру, Джаррод Скальде перешел на тренерскую работу. В течение одного сезона он самостоятельно возглавлял клуб АХЛ «Норфолк Эдмиралс». Некоторое время работал в системе «Питтсбург Пингвинз». После окончания своей работе в штабе его фарм-клуба «Уилкс-Барре/Скрантон Пингвинз» Скальде обвинял бывшего наставника команды Кларка Донателли в сексуальных домогательствах к его супруге Эрин. Он сообщил, что Донателли домогался его жены, когда они втроём ехали в машине во время выезда команды в Провиденс. После скандала специалист стал работатьв Европе, а в 2024 году канадец стал главным тренером сборной Японии.

## Достижения
- Обладатель Кубка Колдера (1): 2001/02.
- Чемпион Хоккейной лиги Онтарио (1): 1989/90.
- Чемпион Словении (1): 2007/08.

## Семья
Сын Джеррода Скейт Скальде (род. 2003) также является хоккеистом.